# Александър Херцен
Александър Иванович Херцен (на руски: Алекса́ндр Ива́нович Ге́рцен) е руски публицист, писател, революционер и социален философ. От младежка възраст влиза в конфликт с властите, като след 1852 година живее в изгнание в Англия. Определян като „баща на руския социализъм“, той е и идеологически предшественик на селските популистки движения на народничеството и есерите.

## Биография
Роден е на 6 април (25 март стар стил) 1812 година в Москва като извънбрачно дете на земевладелеца Иван Яковлев от протестантка с еврейски произход. Баща му му дава фамилното име „Херцен“ (от немски: Herz, „сърце“), тъй като го смята за „дете на своето сърце“.
От младежка възраст Херцен влиза в конфликт с властите, като след 1852 година живее в изгнание в Англия. Определян като „баща на руския социализъм“, той е и идеологически предшественик на селските популистки движения на народничеството и есерите.
През 1829 година Херцен постъпва в Московския университет. През 1834 година е осъден на 5-годишно изгнание в Сибир, а през 1840 година отново го изпращат там, този път за една година. През 1846 година умира баща му и той получава голямо наследство, позволило му да напусне през 1847 година. Русия и да се отправи на пътешествие в Западна Европа.
Херцен става свидетел на революцията от 1848 година в Париж и започва да се замисля за емиграция в САЩ. Но ако замине за Америка, той би се отделил от революционната дейност, която живо го интересува, и затова става гражданин на Швейцария. Живее в Женева и Ница, а през 1852 година заминава за Лондон.
Основава в Лондон Волната руска типография, която става първата свободна от цензура руска печатница в Европа, бореща се с политическия гнет в Русия. Благодарение на това Херцен се прославя като революционер. През 1864 година Херцен се връща в Женева, за да бъде по-близо до радикално настроените европейски организации.
Издава алманаха „Полярна звезда“ и вестник „Колокол“ (заедно с Н. П. Огарьов). Съдейства за създаването на „Земля и воля“. Сред творчеството му се открояват романът „Кой е виновен?“, повестта „Крадливата сврака“, мемоарното съчинение с политически обзор „Минало и размисли“. Пише и литературна критика.
Александър Херцен умира на 21 януари (9 януари стар стил) 1870 година в Париж.